# Sci alpino agli XI Giochi olimpici invernali - Discesa libera femminile
Tra le competizioni dello sci alpino agli XI Giochi olimpici invernali di Sapporo 1972 la discesa libera femminile si disputò sabato 5 febbraio sulla pista di Sapporo Teine; la svizzera Marie-Theres Nadig vinse la medaglia d'oro, l'austriaca Annemarie Moser-Pröll quella d'argento e la statunitense Susie Corrock quella di bronzo, valide anche ai fini dei Campionati mondiali di sci alpino 1972.

## Antefatti
Detentrice uscente del titolo era l'austriaca Olga Pall, che aveva vinto la gara dei X Giochi olimpici invernali di Grenoble 1968 disputata sul tracciato di Chamrousse precedendo la francese Isabelle Mir (medaglia d'argento) e l'altra austriaca Christl Haas (medaglia di bronzo); la campionessa mondiale in carica era la svizzera Annerösli Zryd, vincitrice a Val Gardena 1970 davanti alla Mir e alla Moser-Pröll.
Grande favorita era la Moser-Pröll, ritenuta la miglior sciatrice al mondo in quegli ultimi anni, in testa nella Coppa del Mondo di discesa libera 1971-1972.

## Risultati
| Pos. | Pett. | Atleta                | Nazione          | Tempo   | Distacco |
| ---- | ----- | --------------------- | ---------------- | ------- | -------- |
| 1    | 13    | Marie-Theres Nadig    | Svizzera         | 1:36,68 |          |
| 2    | 15    | Annemarie Moser-Pröll | Austria          | 1:37,00 | +0,32    |
| 3    | 10    | Susie Corrock         | Stati Uniti      | 1:37,68 | +1,00    |
| 4    | 8     | Isabelle Mir          | Francia          | 1:38,62 | +1,94    |
| 5    | 18    | Rosi Speiser          | Germania Ovest   | 1:39,10 | +2,42    |
| 6    | 11    | Rosi Mittermaier      | Germania Ovest   | 1:39,32 | +2,64    |
| 7    | 21    | Bernadette Zurbriggen | Svizzera         | 1:39,49 | +2,81    |
| 8    | 9     | Annie Famose          | Francia          | 1:39,70 | +3,02    |
| 9    | 2     | Bernadette Rauter     | Austria          | 1:39,84 | +3,16    |
| 10   | 30    | Marta Bühler          | Liechtenstein    | 1:40,06 | +3,38    |
| 11   | 35    | Toril Førland         | Norvegia         | 1:40,25 | +3,57    |
| 12   | 20    | Marianne Hefti        | Svizzera         | 1:40,38 | +3,70    |
| 13   | 22    | Traudl Treichl        | Germania Ovest   | 1:40,62 | +3,94    |
| 14   | 12    | Karen Budge           | Stati Uniti      | 1:40,68 | +4,00    |
| 15   | 4     | Michèle Jacot         | Francia          | 1:40,73 | +4,05    |
| 15   | 7     | Brigitte Totschnig    | Austria          | 1:40,73 | +4,05    |
| 17   | 26    | Gyri Sørensen         | Norvegia         | 1:40,77 | +4,09    |
| 18   | 17    | Carolyne Oughton      | Canada           | 1:40,92 | +4,24    |
| 18   | 24    | Silvia Stump          | Svizzera         | 1:40,92 | +4,24    |
| 20   | 27    | Laurie Kreiner        | Canada           | 1:41,00 | +4,32    |
| 21   | 29    | Karianne Christiansen | Norvegia         | 1:41,25 | +4,57    |
| 21   | 31    | Sandy Poulsen         | Stati Uniti      | 1:41,25 | +4,57    |
| 23   | 25    | Valentina Iliffe      | Gran Bretagna    | 1:41,36 | +4,68    |
| 23   | 5     | Florence Steurer      | Francia          | 1:41,36 | +4,68    |
| 25   | 19    | Gina Hathorn          | Gran Bretagna    | 1:41,42 | +4,74    |
| 26   | 14    | Divina Galica         | Gran Bretagna    | 1:41,58 | +4,90    |
| 27   | 3     | Judy Crawford         | Canada           | 1:41,75 | +5,07    |
| 28   | 6     | Marilyn Cochran       | Stati Uniti      | 1:41,96 | +5,28    |
| 29   | 23    | Conchita Puig         | Spagna           | 1:42,37 | +5,69    |
| 30   | 1     | Monika Kaserer        | Austria          | 1:42,59 | +5,91    |
| 31   | 36    | Lotta Sollander       | Svezia           | 1:42,97 | +6,29    |
| 32   | 37    | Mitsuyo Nagumo        | Giappone         | 1:43,07 | +6,39    |
| 33   | 28    | Kathy Kreiner         | Canada           | 1:43,68 | +7,00    |
| 34   | 45    | Galina Šichova        | Unione Sovietica | 1:43,88 | +7,20    |
| 35   | 42    | Miyuki Katagiri       | Giappone         | 1:44,10 | +7,42    |
| 36   | 39    | Pamela Behr           | Germania Ovest   | 1:44,22 | +7,54    |
| 37   | 38    | Nina Merkulova        | Unione Sovietica | 1:44,48 | +7,80    |
| 38   | 41    | Carol Blackwood       | Gran Bretagna    | 1:44,61 | +7,93    |
| 39   | 40    | Svetlana Isakova      | Unione Sovietica | 1:44,83 | +8,15    |
| 40   | 43    | Harue Okitsu          | Giappone         | 1:45,37 | +8,59    |
| 41   | 44    | Emiko Okazaki         | Giappone         | 1:48,85 | +12,17   |

Legenda:

Pos. = posizione

Pett. = pettorale
Ore: 13.30 (UTC+9)

Pista: Sapporo Teine

Partenza: 

Arrivo: 

Lunghezza: 2 110 m

Dislivello: 534 m

Porte: 15

Tracciatore: 